# تپه برجک
تپه برجک مربوط به هزاره اول (پیش از میلاد) است و در شهرستان تکاب، بخش تخت سلیمان، دهستان ساروق، روستای گوی آغاج واقع شده و این اثر در تاریخ ۳۰ دی ۱۳۸۵ با شمارهٔ ثبت ۱۶۷۸۰ به‌عنوان یکی از آثار ملی ایران به ثبت رسیده است.